# Georg Ringström (ämbetsman)
Karl Georg Ringström, född 7 oktober 1919 i Engelbrekts församling, Stockholm, död 3 september 2010 i Hässelby församling, Stockholm, var en svensk ämbetsman och bankdirektör.
Georg Ringström var son till en banktjänsteman. Han blev filosofie kandidat 1949 och var amanuens vid socialvetenskapliga institutionen vid Stockholms högskola 1947–1950. Han arbetade vid Konjunkturinstitutet 1950–1951 och var förste aktuarie vid Riksräkenskapsverket 1951–1955. Ringström blev förste kanslisekreterare i Finansdepartementet 1955, budgetsekreterare 1956, byråchef 1957 och var chef för Finansdepartementets budgetavdelning 1959–1960. Han var riksgäldsdirektör och chef för Riksgäldskontoret 1961–1976 och verkställande direktör för Konungariket Sveriges stadshypotekskassa 1976–1983.